# 小屯遗址 (济南市)
小屯遗址，位于中国山东省济南市长清区归德镇小屯村东和前平村西南的濒河高地上，为总面积约4万平方米的商周时期遗址，由大沙河分为东部高地和西部高地两部分。该遗址于修建小屯水库时发现，1957和1961年的两次发掘先后出土青铜器、陶器和石器等，其中青铜器99件（后通过征集共获得114件），多数保存完整，包括觚、樽、鼎、爵、戈等，以祖辛鼎和提梁卣较为珍贵，分别收藏于中国历史博物馆、山东省博物馆、长清市文化馆等处。该遗址对于商代历史以及山东古国史的研究有重要的价值。 
於此遺址出土的文物有繩紋灰陶，其中最著名的為“是鬲”，一種由三個尖足容器組成的青銅器後來的中國青銅文化，三足器演變出空心足，便於直接傳熱。